# The G Files
The G Files è il sesto album in studio del rapper statunitense Warren G, pubblicato nel 2009.

## Tracce
1. Intro – 0:37
2. The West Is Back (feat. Halla, Mr. Lucc) – 3:19
3. True Star (feat. BJ) – 2:55
4. Let's Get High (420 Anthem) (feat. Travis Barker & Black Nicc) – 4:05
5. 100 Miles and Runnin' (feat. Raekwon, Nate Dogg) – 3:23
6. Skate Skate (feat. Halla) – 3:18
7. Drinks Ain't Free – 3:32
8. Swagger Rich (feat. Snoop Dogg, Cassie Davis) – 3:30
9. Suicide (feat. RBX) – 4:15
10. Masquerade (feat. Halla, Mr. Lucc) – 4:30
11. Hold On – 3:39
12. What's Wrong (feat. Black Nicc, Halla) – 3:51
13. Ringtone – 4:38
14. Crush (feat. Ray J) – 4:04